# Полянський Тома
Отець Тома Полянський (або Фома Полянський; 13 березня 1822, містечко Фельштин, нині село Скелівка Старосамбірського району Львівської області — 3 червня 1886, Перемишль) — священник УГКЦ, педагог, освітній та громадсько-політичний діяч. Почесний громадянин Перемишля і Самбора.

## Життєпис
Народився 13 березня 1822 року в сім'ї пароха Фельштина о. Івана Полянського (1793—1854, Фельштин) та його дружини Еви з Мишковських гербу Ястребець (бл.1795-після 1831)..
Школу та нижчі класи гімназії закінчив у Самборі. Закінчив Віденську духовну семінарію, висвячений 1845 року. З 1846 року катехит, згодом професор Перемиської гімназії. Під час революції 1848 року — секретар Руської ради у Перемишлі. У 1856 році виконував обов'язки директора гімназії в Самборі, з 1857 року — її директор. З 1859 року — інспектор шкіл Східної Галичини, з 1862 року — директор гімназії в Ряшеві, з 1866 (1867—1868) року до смерти — директор Перемиської гімназії. 1869 року претендував на посаду митрополита. 1872 року не прийняв номінації на посаду інспектора середніх шкіл. Почесний громадянин міст Самбора (1865), Перемишля (1882).
Після смерті митрополита УГКЦ — кардинала Михайла Левицького[джерело?] — був серед кандидатів на посаду. Одразу мав підтримку намісника Аґенора Ґолуховського, але не був обраний через вплив Курії РКЦ, не мав достатньої підтримки кліру та вірних УГКЦ.

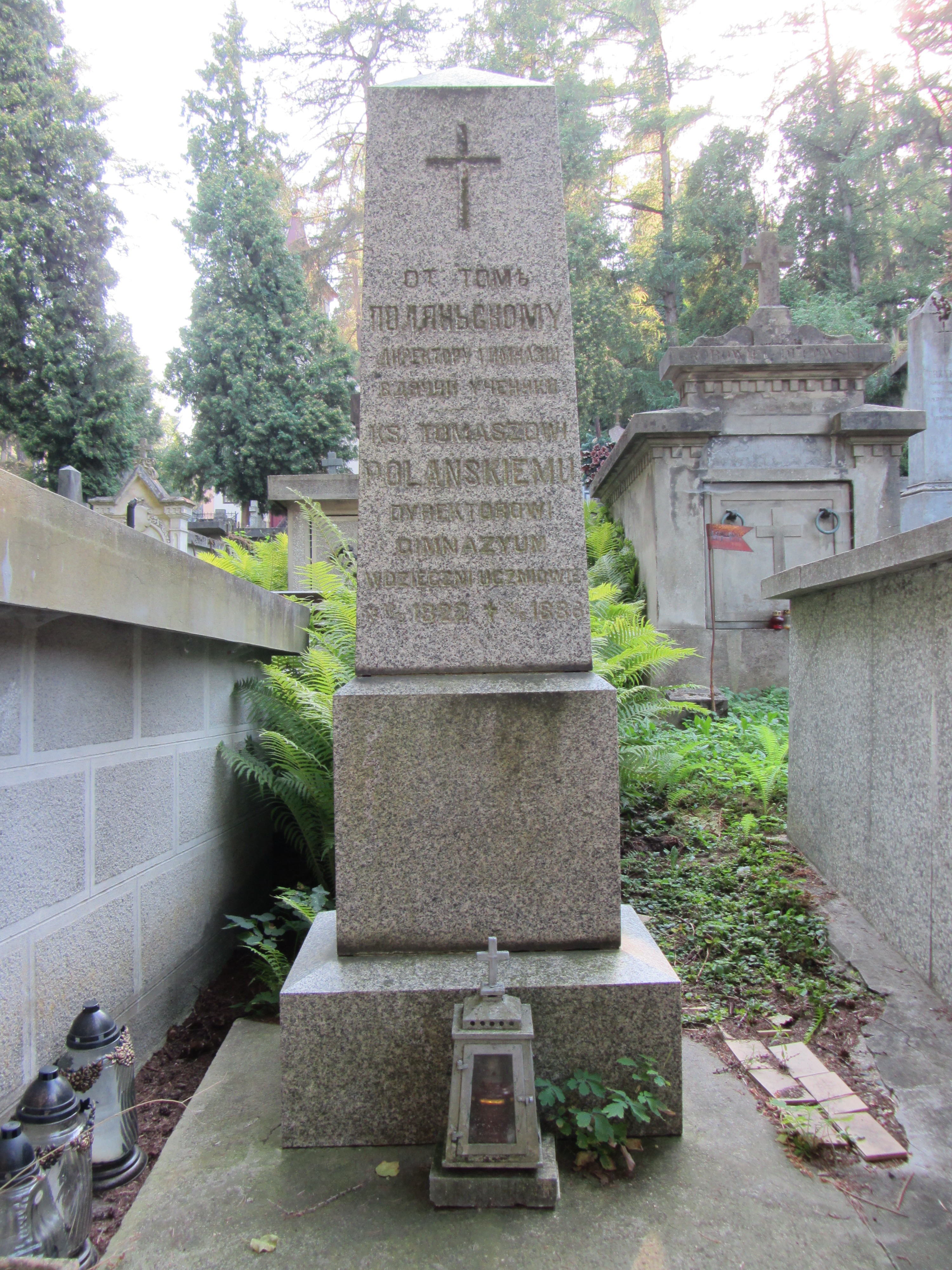
Надгробок Т. Полянського

Перед виборами до Галицького сейму 1861 року, незважаючи на тиск адміністрації у Самборі (як директор гімназії, він — той, цитата: кому повірено було глядіти, аби гей які непокірні учителі не хотіли віддати своїх голосів на якого іншого кандидата), проголосував за опозиційного кандидата.
Посол Галицького сейму 2-го скликання (1867—1869 рр). Був обраний у міському окрузі Перемишль (III курія; урядники мали «висше повелініє» голосувати за нього). Посол до Райхсрату Австро-Угорщини (1867—1870 рр). Під час виборів 1867 року був кандидатом Руського виборчого комітету, проте, діяв у порозумінні з польськими політиками. Ймовірно, не входив до складу «Руського клубу».
Помер 22 травня (3 червня) 1886 року в Перемишлі, де й похований на місцевому цвинтарі (квартал 15, ряд 1, № 5).